# Conrad Crane
Conrad C. Crane (* 22. Januar 1952) ist ein US-amerikanischer Militärstratege am Historischen Institut der US-Streitkräfte.
Im Jahr 2003 veröffentlichte Crane gemeinsam mit seinem Institutskollegen Andrew Terrill eine Studie zum Irak-Krieg, die als politische Warnung an die Regierung Präsident George W. Bushs gedacht war. Sie sagte voraus, dass die GIs zwar aller Voraussicht nach den Krieg im Irak gewinnen, die USA jedoch danach den Frieden verlieren würden.
Am 30. Dezember 2005 publizierten Terrill und Crane – anlässlich eines offiziellen Strategie-Papiers der US-Regierung – einen neuen Bericht, in dem sie feststellen, dass praktisch alle düsteren Prophezeiungen von damals eingetroffen seien. Dennoch sprechen sich die Autoren gegen die Vorlage eines Zeitplans für den Rückzug der US-Truppen aus dem Irak aus, weil dieser katastrophale Gefahren in sich berge.
Für 2016 wurde Crane der Samuel Eliot Morison Prize zugesprochen.

## Werke
- Cassandra in Oz: Counterinsurgency and Future War. Naval Institute Press, Annapolis 2016, ISBN 978-1-68247-007-7.